# Контрольная точка пострепликации
Контрольная точка пострепликации представляет собой ответ контрольной точки повреждения ДНК, который обеспечивает время для восстановления разрывов дочерних цепей, образованных эукариотической вилкой репликации в местах повреждения ДНК.
Контрольная точка пострепликации встречается как у почкующихся, так и у делящихся дрожжей. Кроме того, реакция SOS E. coli в нескольких отношениях аналогична реакции контрольной точки повреждения ДНК эукариот, а также требует репликации ДНК для индукции ультрафиолетом. Сообщалось, что реакция клеточного цикла, соответствующая контрольной точке пострепликации, возникает после воздействия на клеточные линии млекопитающих низких доз ультрафиолетового излучения. Учитывая эту степень сохранности, предполагается, что задержка пострепликации может быть важной контрольной точкой клеточного цикла в ответ на ультрафиолетовое облучение и у высших эукариот.